# Sinéad O’Connor/Diskografie
Diese Diskografie ist eine Übersicht über die musikalischen Werke der irischen Sängerin und Songwriterin Sinéad O’Connor. Den Quellenangaben und Schallplattenauszeichnungen zufolge hat sie bisher mehr als 13,5 Millionen Tonträger verkauft. Ihre erfolgreichste Veröffentlichung ist das zweite Studioalbum I Do Not Want What I Haven’t Got mit über sieben Millionen verkauften Einheiten.

## Alben

### Studioalben
| Jahr | Titel Musiklabel                                                          | Höchstplatzierung, Gesamtwochen, AuszeichnungChartplatzierungen (Jahr, Titel, Musiklabel, Platzierungen, Wochen, Auszeichnungen, Anmerkungen) | Höchstplatzierung, Gesamtwochen, AuszeichnungChartplatzierungen (Jahr, Titel, Musiklabel, Platzierungen, Wochen, Auszeichnungen, Anmerkungen) | Höchstplatzierung, Gesamtwochen, AuszeichnungChartplatzierungen (Jahr, Titel, Musiklabel, Platzierungen, Wochen, Auszeichnungen, Anmerkungen) | Höchstplatzierung, Gesamtwochen, AuszeichnungChartplatzierungen (Jahr, Titel, Musiklabel, Platzierungen, Wochen, Auszeichnungen, Anmerkungen) | Höchstplatzierung, Gesamtwochen, AuszeichnungChartplatzierungen (Jahr, Titel, Musiklabel, Platzierungen, Wochen, Auszeichnungen, Anmerkungen) | Höchstplatzierung, Gesamtwochen, AuszeichnungChartplatzierungen (Jahr, Titel, Musiklabel, Platzierungen, Wochen, Auszeichnungen, Anmerkungen) | Anmerkungen                                                   |
| Jahr | Titel Musiklabel                                                          | DE | AT | CH | UK | US | IE | Anmerkungen                                                   |
| ---- | ------------------------------------------------------------------------- | --- | --- | --- | --- | --- | --- | ------------------------------------------------------------- |
| 1987 | The Lion and the Cobra Chrysalis Records • Ensign Records (EMI)           | DE52 (3 Wo.)DE | — | CH12 (6 Wo.)CH | UK27 Gold · (20 Wo.)UK | US36 Gold · (76 Wo.)US | IE23 a Gold · (1 a Wo.)IE | Erstveröffentlichung: 25. Oktober 1987 Verkäufe: + 820.000    |
| 1990 | I Do Not Want What I Haven’t Got Chrysalis Records • Ensign Records (EMI) | DE1 Platin · (43 Wo.)DE | AT1 Gold · (29 Wo.)AT | CH1 Gold · (34 Wo.)CH | UK1 ×2Doppelplatin · (50 Wo.)UK | US1 ×2Doppelplatin · (52 Wo.)US | IE28 a (1 a Wo.)IE | Erstveröffentlichung: 12. März 1990 Verkäufe: + 7.000.000     |
| 1992 | Am I Not Your Girl? Chrysalis Records • Ensign Records (EMI)              | DE24 (12 Wo.)DE | AT9 (8 Wo.)AT | CH11 Gold · (10 Wo.)CH | UK6 Gold · (6 Wo.)UK | US27 (9 Wo.)US | — | Erstveröffentlichung: 1. September 1992 Verkäufe: + 1.200.000 |
| 1994 | Universal Mother Chrysalis Records • Ensign Records (EMI)                 | DE38 (9 Wo.)DE | AT7 Gold · (11 Wo.)AT | CH11 (11 Wo.)CH | UK19 Gold · (9 Wo.)UK | US36 (8 Wo.)US | — | Erstveröffentlichung: 7. September 1994 Verkäufe: + 175.000   |
| 2000 | Faith and Courage Atlantic Records (WMG)                                  | DE38 (8 Wo.)DE | AT21 (10 Wo.)AT | CH19 (10 Wo.)CH | UK61 (2 Wo.)UK | US55 (11 Wo.)US | IE8 (18 Wo.)IE | Erstveröffentlichung: 9. Juni 2000 Verkäufe: + 35.000         |
| 2002 | Sean-Nós Nua Roadrunner Records (Arcade)                                  | DE75 (6 Wo.)DE | AT29 (5 Wo.)AT | CH67 (5 Wo.)CH | UK52 (2 Wo.)UK | US139 (2 Wo.)US | IE3 (20 Wo.)IE | Erstveröffentlichung: 2. Oktober 2002                         |
| 2005 | Throw Down Your Arms Ministry of Sound (Edel)                             | — | — | — | — | — | IE17 Gold · (8 Wo.)IE | Erstveröffentlichung: 28. September 2005 Verkäufe: + 7.500    |
| 2007 | Theology Ministry of Sound (Edel)                                         | DE86 (1 Wo.)DE | — | — | — | US168 (1 Wo.)US | IE18 (7 Wo.)IE | Erstveröffentlichung: 4. Juni 2007                            |
| 2012 | How About I Be Me (And You Be You)? One Little Indian Records (RTD)       | DE78 (1 Wo.)DE | AT42 (2 Wo.)AT | CH69 (1 Wo.)CH | UK33 (2 Wo.)UK | US115 (1 Wo.)US | IE5 (13 Wo.)IE | Erstveröffentlichung: 13. Februar 2012                        |
| 2014 | I’m Not Bossy, I’m the Boss Nettwerk Music (SMD)                          | DE39 (1 Wo.)DE | AT44 (1 Wo.)AT | CH48 (1 Wo.)CH | UK22 (2 Wo.)UK | US83 (1 Wo.)US | IE1 (21 Wo.)IE | Erstveröffentlichung: 8. August 2014                          |

grau schraffiert: keine Chartdaten aus diesem Jahr verfügbar

### Kompilationen
| Jahr | Titel Musiklabel | Höchstplatzierung, Gesamtwochen, AuszeichnungChartplatzierungen (Jahr, Titel, Musiklabel, Platzierungen, Wochen, Auszeichnungen, Anmerkungen) | Höchstplatzierung, Gesamtwochen, AuszeichnungChartplatzierungen (Jahr, Titel, Musiklabel, Platzierungen, Wochen, Auszeichnungen, Anmerkungen) | Höchstplatzierung, Gesamtwochen, AuszeichnungChartplatzierungen (Jahr, Titel, Musiklabel, Platzierungen, Wochen, Auszeichnungen, Anmerkungen) | Höchstplatzierung, Gesamtwochen, AuszeichnungChartplatzierungen (Jahr, Titel, Musiklabel, Platzierungen, Wochen, Auszeichnungen, Anmerkungen) | Höchstplatzierung, Gesamtwochen, AuszeichnungChartplatzierungen (Jahr, Titel, Musiklabel, Platzierungen, Wochen, Auszeichnungen, Anmerkungen) | Höchstplatzierung, Gesamtwochen, AuszeichnungChartplatzierungen (Jahr, Titel, Musiklabel, Platzierungen, Wochen, Auszeichnungen, Anmerkungen) | Anmerkungen                                                |
| Jahr | Titel Musiklabel | DE | AT | CH | UK | US | IE | Anmerkungen                                                |
| ---- | --- | --- | --- | --- | --- | --- | --- | ---------------------------------------------------------- |
| 1997 | So Far … The Best of Sinéad O’Connor Chrysalis Records (EMI)                                                                 | DE94 b (2 Wo.)DE | AT27 (7 Wo.)AT | — | UK28 Silber · (7 Wo.)UK | — | IE— cIE | Erstveröffentlichung: 7. November 1997 Verkäufe: + 100.000 |
| 2000 | Sinéad O’Connor Chrysalis Records (Disky)                                                                                    | — | — | — | — | — | — | Erstveröffentlichung: 12. Dezember 2000                    |
| 2003 | She Who Dwells in the Secret Place of the Most High Shall Abide Under the Shadow of the Almighty Roadrunner Records (Arcade) | — | — | — | — | — | IE17 (4 Wo.)IE | Erstveröffentlichung: 2. September 2003                    |
| 2005 | Collaborations Chrysalis Records (EMI)                                                                                       | DE80 (1 Wo.)DE | AT61 (2 Wo.)AT | CH85 (1 Wo.)CH | — | — | IE22 (3 Wo.)IE | Erstveröffentlichung: 20. Mai 2015                         |

grau schraffiert: keine Chartdaten aus diesem Jahr verfügbar

### EPs
| Jahr | Titel Musiklabel                              | Höchstplatzierung, Gesamtwochen, AuszeichnungChartplatzierungen (Jahr, Titel, Musiklabel, Platzierungen, Wochen, Auszeichnungen, Anmerkungen) | Höchstplatzierung, Gesamtwochen, AuszeichnungChartplatzierungen (Jahr, Titel, Musiklabel, Platzierungen, Wochen, Auszeichnungen, Anmerkungen) | Höchstplatzierung, Gesamtwochen, AuszeichnungChartplatzierungen (Jahr, Titel, Musiklabel, Platzierungen, Wochen, Auszeichnungen, Anmerkungen) | Höchstplatzierung, Gesamtwochen, AuszeichnungChartplatzierungen (Jahr, Titel, Musiklabel, Platzierungen, Wochen, Auszeichnungen, Anmerkungen) | Höchstplatzierung, Gesamtwochen, AuszeichnungChartplatzierungen (Jahr, Titel, Musiklabel, Platzierungen, Wochen, Auszeichnungen, Anmerkungen) | Höchstplatzierung, Gesamtwochen, AuszeichnungChartplatzierungen (Jahr, Titel, Musiklabel, Platzierungen, Wochen, Auszeichnungen, Anmerkungen) | Anmerkungen                                              |
| Jahr | Titel Musiklabel                              | DE | AT | CH | UK | US | IE | Anmerkungen                                              |
| ---- | --------------------------------------------- | --- | --- | --- | --- | --- | --- | -------------------------------------------------------- |
| 1997 | Gospel Oak Chrysalis Records (EMI)            | — | AT49 (2 Wo.)AT | — | UK28 d (3 Wo.)UK | US128 (3 Wo.)US | IE4 (6 Wo.)IE | Erstveröffentlichung: 6. März 1997                       |
| 2021 | Live in Rotterdam ’90 Chrysalis Records (EMI) | — | — | — | — | — | — | Erstveröffentlichung: 17. Juli 2021 RSD-Veröffentlichung |

grau schraffiert: keine Chartdaten aus diesem Jahr verfügbar

## Singles

### Als Leadmusikerin
| Jahr | Titel Album | Höchstplatzierung, Gesamtwochen, AuszeichnungChartplatzierungen (Jahr, Titel, Album, Platzierungen, Wochen, Auszeichnungen, Anmerkungen) | Höchstplatzierung, Gesamtwochen, AuszeichnungChartplatzierungen (Jahr, Titel, Album, Platzierungen, Wochen, Auszeichnungen, Anmerkungen) | Höchstplatzierung, Gesamtwochen, AuszeichnungChartplatzierungen (Jahr, Titel, Album, Platzierungen, Wochen, Auszeichnungen, Anmerkungen) | Höchstplatzierung, Gesamtwochen, AuszeichnungChartplatzierungen (Jahr, Titel, Album, Platzierungen, Wochen, Auszeichnungen, Anmerkungen) | Höchstplatzierung, Gesamtwochen, AuszeichnungChartplatzierungen (Jahr, Titel, Album, Platzierungen, Wochen, Auszeichnungen, Anmerkungen) | Höchstplatzierung, Gesamtwochen, AuszeichnungChartplatzierungen (Jahr, Titel, Album, Platzierungen, Wochen, Auszeichnungen, Anmerkungen) | Anmerkungen                                                                                                  |
| Jahr | Titel Album | DE | AT | CH | UK | US | IE | Anmerkungen                                                                                                  |
| ---- | --- | --- | --- | --- | --- | --- | --- | --- |
| 1987 | Troy auch bekannt als: Troy (The Phoenix from the Flame) The Lion and the Cobra                                            | — | — | — | UK48 e (2 Wo.)UK | — | IE37 e (2 Wo.)IE | Erstveröffentlichung: August 1987                                                                            |
| 1987 | Mandinka The Lion and the Cobra                                                                                            | — | — | — | UK17 (9 Wo.)UK | — | IE6 (7 Wo.)IE | Erstveröffentlichung: 29. Dezember 1987                                                                      |
| 1988 | I Want Your (Hands on Me) The Lion and the Cobra                                                                           | — | — | — | UK77 (4 Wo.)UK | — | — | Erstveröffentlichung: 18. April 1988 feat. MC Lyte                                                           |
| 1988 | Jump in the River Die Mafiosi-Braut (O.S.T.)                                                                               | — | — | — | UK81 (3 Wo.)UK | — | IE29 (1 Wo.)IE | Erstveröffentlichung: Oktober 1988 mit Karen Finley                                                          |
| 1990 | Nothing Compares 2 U I Do Not Want What I Haven’t Got                                                                      | DE1 Gold · (32 Wo.)DE | AT1 Platin · (21 Wo.)AT | CH1 (31 Wo.)CH | UK1 Platin · (22 Wo.)UK | US1 Platin · (21 Wo.)US | IE1 (13 Wo.)IE | Erstveröffentlichung: 8. Januar 1990 Verkäufe: + 3.500.000; Original: The Family                             |
| 1990 | The Emperor’s New Clothes I Do Not Want What I Haven’t Got                                                                 | DE28 (16 Wo.)DE | AT24 (10 Wo.)AT | CH17 (7 Wo.)CH | UK31 (5 Wo.)UK | US60 (9 Wo.)US | IE5 (4 Wo.)IE | Erstveröffentlichung: 14. Juni 1990                                                                          |
| 1990 | Three Babies I Do Not Want What I Haven’t Got                                                                              | — | — | CH22 (4 Wo.)CH | UK42 (4 Wo.)UK | — | IE19 (2 Wo.)IE | Erstveröffentlichung: 8. Oktober 1990                                                                        |
| 1991 | My Special Child I Do Not Want What I Haven’t Got                                                                          | — | — | CH18 (5 Wo.)CH | UK42 (3 Wo.)UK | — | IE6 (3 Wo.)IE | Erstveröffentlichung: 28. Mai 1991                                                                           |
| 1991 | Silent Night I Do Not Want What I Haven’t Got (Limited Edition)                                                            | — | — | — | UK60 (4 Wo.)UK | — | IE12 (2 Wo.)IE | Erstveröffentlichung: 2. Dezember 1991 Original: Traditional – Stille Nacht, heilige Nacht                   |
| 1992 | Success Has Made a Failure of Our Home Am I Not Your Girl?                                                                 | — | — | CH28 (2 Wo.)CH | UK18 (4 Wo.)UK | — | IE11 (3 Wo.)IE | Erstveröffentlichung: 1. September 1992 Original: Loretta Lynn                                               |
| 1992 | Don’t Cry for Me Argentina Am I Not Your Girl?                                                                             | — | — | — | UK53 (4 Wo.)UK | — | — | Erstveröffentlichung: 23. November 1992 Original: Julie Covington                                            |
| 1994 | You Made Me the Thief of Your Heart Im Namen des Vaters (O.S.T.)                                                           | — | — | — | UK42 (4 Wo.)UK | — | IE4 (8 Wo.)IE | Erstveröffentlichung: 7. Februar 1994                                                                        |
| 1994 | Fire on Babylon Universal Mother                                                                                           | — | — | — | — | — | — | Erstveröffentlichung: 16. August 1994                                                                        |
| 1994 | Thank You for Hearing Me Universal Mother                                                                                  | — | — | — | UK13 (7 Wo.)UK | — | — | Erstveröffentlichung: 1. November 1994                                                                       |
| 1995 | Famine / All Apologies Universal Mother                                                                                    | — | — | — | UK51 (2 Wo.)UK | — | — | Erstveröffentlichung: August 1995                                                                            |
| 1997 | This Is a Rebel Song So Far…The Best of Sinéad O’Connor                                                                    | — | — | — | UK60 (2 Wo.)UK | — | IE29 (1 Wo.)IE | Erstveröffentlichung: 24. November 1997                                                                      |
| 2000 | No Man’s Woman Faith and Courage                                                                                           | — | — | — | — | — | IE39 (2 Wo.)IE | Erstveröffentlichung: 4. Juni 2000                                                                           |
| 2000 | Jealous Faith and Courage                                                                                                  | — | — | — | UK81 (1 Wo.)UK | — | — | Erstveröffentlichung: 12. September 2000                                                                     |
| 2003 | My Lagan Love Sean-Nós Nua                                                                                                 | — | — | — | — | — | — | Erstveröffentlichung: 17. Januar 2003                                                                        |
| 2003 | A Hundred Thousand Angels She Who Dwells in the Secret Place of the Most High Shall Abide Under the Shadow of the Almighty | — | — | — | — | — | — | Erstveröffentlichung: 7. November 2003                                                                       |
| 2005 | Marcus Garvey Throw Down Your Arms                                                                                         | — | — | — | — | — | IE48 (2 Wo.)IE | Erstveröffentlichung: 14. Oktober 2005                                                                       |
| 2006 | If You Had a Vineyard Theology                                                                                             | — | — | — | — | — | — | Erstveröffentlichung: 17. Dezember 2006                                                                      |
| 2007 | I Don’t Know How to Love Him Theology                                                                                      | — | — | — | — | — | — | Erstveröffentlichung: 29. April 2007                                                                         |
| 2009 | This Is to Mother You Gospel Oak (Soloversion)                                                                             | — | — | — | — | — | — | Erstveröffentlichung: 2. Dezember 2009 mit Martha B. & Mary J. Blige                                         |
| 2011 | How About I Be Me? I’m Not Bossy, I’m the Boss                                                                             | — | — | — | — | — | — | Erstveröffentlichung: 8. November 2011                                                                       |
| 2012 | The Wolf Is Getting Married How About I Be Me (And You Be You)?                                                            | — | — | — | — | — | — | Erstveröffentlichung: 27. Februar 2012                                                                       |
| 2012 | When a Child Is Born A Murray Christmas (Sampler)                                                                          | — | — | — | — | — | — | Erstveröffentlichung: 30. November 2012 mit Danny O’Reilly & RTÉ Concert Orchestra Original: Zacar – Soleado |
| 2013 | 4th and Vine How About I Be Me (And You Be You)?                                                                           | — | — | — | — | — | — | Erstveröffentlichung: 18. Februar 2013                                                                       |
| 2013 | Old Lady How About I Be Me (And You Be You)?                                                                               | — | — | — | — | — | — | Erstveröffentlichung: 27. Mai 2013                                                                           |
| 2014 | Take Me to Church I’m Not Bossy, I’m the Boss                                                                              | — | — | — | — | — | IE55 (5 Wo.)IE | Erstveröffentlichung: 17. Juni 2014                                                                          |
| 2014 | 8 Good Reasons I’m Not Bossy, I’m the Boss                                                                                 | — | — | — | — | — | — | Erstveröffentlichung: 3. November 2014                                                                       |
| 2020 | Trouble of the World – | — | — | — | — | — | — | Erstveröffentlichung: 2. Oktober 2020 Original: Traditional                                                  |

### Als Gastmusikerin
| Jahr | Titel Album                                                                 | Höchstplatzierung, Gesamtwochen, AuszeichnungChartplatzierungen (Jahr, Titel, Album, Platzierungen, Wochen, Auszeichnungen, Anmerkungen) | Höchstplatzierung, Gesamtwochen, AuszeichnungChartplatzierungen (Jahr, Titel, Album, Platzierungen, Wochen, Auszeichnungen, Anmerkungen) | Höchstplatzierung, Gesamtwochen, AuszeichnungChartplatzierungen (Jahr, Titel, Album, Platzierungen, Wochen, Auszeichnungen, Anmerkungen) | Höchstplatzierung, Gesamtwochen, AuszeichnungChartplatzierungen (Jahr, Titel, Album, Platzierungen, Wochen, Auszeichnungen, Anmerkungen) | Höchstplatzierung, Gesamtwochen, AuszeichnungChartplatzierungen (Jahr, Titel, Album, Platzierungen, Wochen, Auszeichnungen, Anmerkungen) | Höchstplatzierung, Gesamtwochen, AuszeichnungChartplatzierungen (Jahr, Titel, Album, Platzierungen, Wochen, Auszeichnungen, Anmerkungen) | Anmerkungen |
| Jahr | Titel Album                                                                 | DE | AT | CH | UK | US | IE | Anmerkungen |
| ---- | --------------------------------------------------------------------------- | --- | --- | --- | --- | --- | --- | --- |
| 1986 | Heroine Captive (O.S.T.)                                                    | — | — | — | UK89 (3 Wo.)UK | — | — | Erstveröffentlichung: September 1986 The Edge feat. Sinéad O’Connor                                                                          |
| 1992 | Visions of You Rising Above Bedlam                                          | — | — | — | — | — | — | Erstveröffentlichung: 20. Januar 1992 Jah Wobble feat. Sinéad O’Connor                                                                       |
| 1993 | Blood of Eden Us                                                            | — | — | — | UK43 (4 Wo.)UK | — | — | Erstveröffentlichung: 29. März 1993 Peter Gabriel feat. Sinéad O’Connor                                                                      |
| 1993 | Be Still Peace Together                                                     | — | — | — | — | — | — | Erstveröffentlichung: 17. Mai 1993 als Teil von Peace Together                                                                               |
| 1993 | Don’t Give Up Across the Borderline                                         | — | — | — | — | — | — | Erstveröffentlichung: 21. Juni 1993 Willie Nelson feat. Sinéad O’Connor Original: Peter Gabriel feat. Kate Bush                              |
| 1994 | Biko (Remix) Wakafrika                                                      | — | — | — | — | — | — | Erstveröffentlichung: 20. Juni 1994 Manu Dibango feat. Alex Brown, Peter Gabriel, Ladysmith Black Mambazo, Sinéad O’Connor & Geoffrey Oryema |
| 1995 | Haunted The Snake                                                           | — | — | — | UK30 (2 Wo.)UK | — | IE6 (8 Wo.)IE | Erstveröffentlichung: April 1995 Shane MacGowan feat. Sinéad O’Connor                                                                        |
| 1999 | Va, pensiero –                                                              | DE— fDE | AT— fAT | CH— fCH | — | — | — | Erstveröffentlichung: 29. März 1999 Zucchero feat. Sinéad O’Connor                                                                           |
| 2002 | Tears from the Moon Lara Croft: Tomb Raider – Die Wiege des Lebens (O.S.T.) | — | — | — | UK81 (1 Wo.)UK | — | — | Erstveröffentlichung: 17. September 2002 Conjure One feat. Sinéad O’Connor                                                                   |
| 2003 | Special Cases 100th Window                                                  | — | — | — | UK15 (2 Wo.)UK | — | IE46 (1 Wo.)IE | Erstveröffentlichung: 24. Februar 2003 Massive Attack feat. Sinéad O’Connor                                                                  |
| 2003 | 1000 Mirrors Enemy of the Enemy                                             | — | — | — | UK81 (1 Wo.)UK | — | — | Erstveröffentlichung: 24. März 2003 Asian Dub Foundation feat. Sinéad O’Connor                                                               |
| 2003 | It’s All Good Seize the Day                                                 | — | — | — | — | — | IE28 (3 Wo.)IE | Erstveröffentlichung: 19. September 2003 Damien Dempsey feat. Sinéad O’Connor                                                                |
| 2007 | Illegal Attacks The World Is Yours                                          | — | — | — | UK16 (3 Wo.)UK | — | IE32 (1 Wo.)IE | Erstveröffentlichung: 17. September 2007 Ian Brown feat. Sinéad O’Connor                                                                     |
| 2008 | The Ballad of Ronnie Drew –                                                 | — | — | — | — | — | IE1 (11 Wo.)IE | Erstveröffentlichung: 19. Februar 2008 A Band of Bowsies, The Dubliners, Kíla & U2 feat. Various Artists                                     |
| 2009 | Jackie, Is It My Birthday? Married to the Eiffel Tower                      | — | — | — | — | — | — | Erstveröffentlichung: 12. Oktober 2009 The Wolfmen feat. Sinéad O’Connor                                                                     |
| 2011 | From a Distance –                                                           | — | — | — | — | — | — | Erstveröffentlichung: 30. Mai 2011 als Teil von Magdalene Survivors Together                                                                 |
| 2013 | GMF Pale Green Ghosts                                                       | — | — | — | — | — | — | Erstveröffentlichung: 4. Februar 2013 John Grant feat. Sinéad O’Connor                                                                       |
| 2013 | Woe to the Holy Vow –                                                       | — | — | — | — | — | — | Erstveröffentlichung: 20. Mai 2013 The Don Baker Band feat. Damien Dempsey & Sinéad O’Connor                                                 |
| 2014 | Do They Know It’s Christmas? –                                              | DE2 Gold · (15 Wo.)DE | AT5 (9 Wo.)AT | CH5 (7 Wo.)CH | UK1 Platin · (6 Wo.)UK | US63 (1 Wo.)US | IE1 (6 Wo.)IE | Erstveröffentlichung: 17. November 2014 Verkäufe: + 751.000; als Teil von Band Aid 30                                                        |
| 2020 | Kill Black Boys –                                                           | — | — | — | — | — | — | Erstveröffentlichung: 10. Juni 2020 Kyle Rapps feat. Sinéad O’Connor                                                                         |

## Videoalben und Musikvideos

### Videoalben
| Jahr | Titel Musiklabel                                                             | Anmerkungen                                        |
| ---- | ---------------------------------------------------------------------------- | -------------------------------------------------- |
| 1989 | The Value of Ignorance Chrysalis Records • Ensign Records (EMI)              | Erstveröffentlichung: April 1989 Verkäufe: + 5.000 |
| 1991 | The Year of the Horse Chrysalis Records • Ensign Records (EMI)               | Erstveröffentlichung: 16. Juli 1991                |
| 2003 | Goodnight, Thank You. You’ve Been a Lovely Audience Eagle Vision (ERE)       | Erstveröffentlichung: 28. Juli 2003                |
| 2003 | Live: The Value of Ignorance + The Year of the Horse Chrysalis Records (EMI) | Erstveröffentlichung: 20. Oktober 2003             |

### Musikvideos
| Jahr | Titel                                  | Regie                                              |
| ---- | -------------------------------------- | -------------------------------------------------- |
| 1987 | Troy                                   | John Maybury                                       |
| 1988 | Mandinka                               | John Maybury                                       |
| 1988 | I Want Yours (Hands on Me)             | John Maybury                                       |
| 1988 | Jump in the River                      | John Maybury                                       |
| 1988 | Jerusalem                              | John Maybury                                       |
| 1990 | Nothing Compares 2 U                   | John Maybury                                       |
| 1990 | The Emperor’s New Clothes              | John Maybury (Version 1) Sophie Muller (Version 2) |
| 1990 | You Do Something to Me                 | John Maybury                                       |
| 1990 | Three Babies                           | John Maybury                                       |
| 1991 | My Special Child                       | John Maybury                                       |
| 1991 | Silent Night                           |                                                    |
| 1991 | Sacrifice                              |                                                    |
| 1992 | Visions of You                         | Deborah Woolf                                      |
| 1992 | Success Has Made a Failure of Our Home |                                                    |
| 1993 | Blood of Eden                          | Nichola Bruce, Michael Coulson                     |
| 1993 | Be Still                               |                                                    |
| 1993 | Don’t Give Up                          |                                                    |
| 1994 | You Made Me the Thief of Your Heart    | Jim Sheridan                                       |
| 1994 | Thank You for Hearing Me               | Richard Heslop                                     |
| 1994 | Fire on Babylon                        | Michel Gondry                                      |
| 1994 | Thank You for Hearing Me               | Richard Heslop                                     |
| 1995 | All Apologies                          |                                                    |
| 1995 | Famine                                 | Andy Delaney, Monty Whitebloom                     |
| 1995 | Haunted                                | Wayne Halloway                                     |
| 1996 | The Foggy Dew                          |                                                    |
| 1997 | This Is to Mother You                  | John Maybury                                       |
| 1997 | This Is a Rebel Song                   |                                                    |
| 1999 | Chiquitita                             | Sophie Muller                                      |
| 2000 | No Man’s Woman                         | Mike Lipscombe                                     |
| 2000 | Jealous                                | Mike Lipscombe                                     |
| 2000 | When You Love                          |                                                    |
| 2002 | Troy (Push Remix)                      | James Hyman                                        |
| 2002 | Tears from the Moon                    |                                                    |
| 2002 | Molly Malone                           |                                                    |
| 2002 | Óró sé do bheatha ’bhaile              |                                                    |
| 2002 | Peggy Gordon                           |                                                    |
| 2002 | Singing Bird                           |                                                    |
| 2003 | My Lagan Love                          |                                                    |
| 2003 | 1000 Mirrors                           | Henri-Jean Debon                                   |
| 2007 | Illegal Attacks                        |                                                    |
| 2007 | Back Where You Belong                  |                                                    |
| 2008 | We People (Who Are Darker Than Blue)   |                                                    |
| 2011 | From a Distance                        |                                                    |
| 2012 | The Wolf Is Getting Married            | Roman Rappak                                       |
| 2013 | 4th and Vine                           | Kathryn Ferguson                                   |
| 2013 | Woe to the Holy Vow                    | Gerry Hendrick, Bernie Masterson                   |
| 2014 | Take Me to Church                      | James Lees                                         |
| 2014 | 8 Good Reasons                         | Hugh O’Conor                                       |
| 2014 | Do They Know It’s Christmas?           | Andy Morahan                                       |
| 2020 | Trouble of the World                   |                                                    |

## Autorenbeteiligungen
Sinéad O’Connor als Autorin in den Charts

| Jahr | Titel Interpretation    | Höchstplatzierung, Gesamtwochen, AuszeichnungChartplatzierungen (Jahr, Titel, Interpretation, Platzierungen, Wochen, Auszeichnungen, Anmerkungen) | Höchstplatzierung, Gesamtwochen, AuszeichnungChartplatzierungen (Jahr, Titel, Interpretation, Platzierungen, Wochen, Auszeichnungen, Anmerkungen) | Höchstplatzierung, Gesamtwochen, AuszeichnungChartplatzierungen (Jahr, Titel, Interpretation, Platzierungen, Wochen, Auszeichnungen, Anmerkungen) | Höchstplatzierung, Gesamtwochen, AuszeichnungChartplatzierungen (Jahr, Titel, Interpretation, Platzierungen, Wochen, Auszeichnungen, Anmerkungen) | Höchstplatzierung, Gesamtwochen, AuszeichnungChartplatzierungen (Jahr, Titel, Interpretation, Platzierungen, Wochen, Auszeichnungen, Anmerkungen) | Höchstplatzierung, Gesamtwochen, AuszeichnungChartplatzierungen (Jahr, Titel, Interpretation, Platzierungen, Wochen, Auszeichnungen, Anmerkungen) | Anmerkungen                         |
| Jahr | Titel Interpretation    | DE | AT | CH | UK | US | IE | Anmerkungen                         |
| ---- | ----------------------- | --- | --- | --- | --- | --- | --- | ----------------------------------- |
| 1984 | Take My Hand In Tua Nua | — | — | — | — | — | IE19 (1 Wo.)IE | Erstveröffentlichung: November 1984 |

## Promoveröffentlichungen

### Freetracks
| Jahr | Titel Album       | Anmerkungen                                                                                                 |
| ---- | ----------------- | --- |
| 2009 | I’m Every Woman – | Erstveröffentlichung: 8. Juli 2009 mit Alessi’s Ark, Amanda Ghost, Micachu, Róisín Murphy & Thecocknbullkid |

### Promo-Singles
| Jahr | Titel Album | Höchstplatzierung, Gesamtwochen, AuszeichnungChartplatzierungen (Jahr, Titel, Album, Platzierungen, Wochen, Auszeichnungen, Anmerkungen) | Höchstplatzierung, Gesamtwochen, AuszeichnungChartplatzierungen (Jahr, Titel, Album, Platzierungen, Wochen, Auszeichnungen, Anmerkungen) | Höchstplatzierung, Gesamtwochen, AuszeichnungChartplatzierungen (Jahr, Titel, Album, Platzierungen, Wochen, Auszeichnungen, Anmerkungen) | Höchstplatzierung, Gesamtwochen, AuszeichnungChartplatzierungen (Jahr, Titel, Album, Platzierungen, Wochen, Auszeichnungen, Anmerkungen) | Höchstplatzierung, Gesamtwochen, AuszeichnungChartplatzierungen (Jahr, Titel, Album, Platzierungen, Wochen, Auszeichnungen, Anmerkungen) | Höchstplatzierung, Gesamtwochen, AuszeichnungChartplatzierungen (Jahr, Titel, Album, Platzierungen, Wochen, Auszeichnungen, Anmerkungen) | Anmerkungen                                                                         |
| Jahr | Titel Album | DE | AT | CH | UK | US | IE | Anmerkungen                                                                         |
| ---- | --- | --- | --- | --- | --- | --- | --- | ----------------------------------------------------------------------------------- |
| 1987 | Drink Before the War The Lion and the Cobra                                                                       | — | — | — | — | — | — | Erstveröffentlichung: 1987                                                          |
| 1988 | Jerusalem The Lion and the Cobra                                                                                  | — | — | — | — | — | — | Erstveröffentlichung: 1988                                                          |
| 1990 | I Am Stretched on Your Grave I Do Not Want What I Haven’t Got                                                     | — | — | — | — | — | — | Erstveröffentlichung: 1990                                                          |
| 1991 | Sacrifice Two Rooms – Celebrating the Songs of Elton John & Bernie Taupin (Sampler)                               | — | — | — | — | — | — | Erstveröffentlichung: 1991 Original: Elton John                                     |
| 1994 | You Make Me Feel So Free No prima donna – The Songs of Van Morrison (Sampler)                                     | — | — | — | — | — | — | Erstveröffentlichung: 1994                                                          |
| 1996 | Empire Clear | — | — | — | — | — | — | Erstveröffentlichung: 1996 Bomb the Bass feat. Sinéad O’Connor & Benjamin Zephaniah |
| 1996 | The Foggy Dew The Long Black Veil                                                                                 | — | — | — | — | — | IE64 g (1 Wo.)IE | Erstveröffentlichung: 1996 The Chieftains feat. Sinéad O’Connor                     |
| 1997 | This Is to Mother You Gospel Oak                                                                                  | — | — | — | — | — | — | Erstveröffentlichung: 1997 Original: Emmylou Harris & Linda Ronstadt                |
| 1998 | Chiquitita Across the Bridge of Hope (Sampler)                                                                    | — | — | — | — | — | — | Erstveröffentlichung: 1998 Original: ABBA                                           |
| 1998 | She Moved Through the Fair Michael Collins (O.S.T.)                                                               | — | — | — | — | — | — | Erstveröffentlichung: 1998 Original: Traditional                                    |
| 2000 | When You Love Rugrats in Paris – Der Film (O.S.T.)                                                                | — | — | — | — | — | — | Erstveröffentlichung: 2000                                                          |
| 2002 | Sean-Nós Nua | — | — | — | — | — | — | Erstveröffentlichung: 2002                                                          |
| 2002 | Guide Me God Collaborations                                                                                       | — | — | — | — | — | — | Erstveröffentlichung: 2002 Ghostland feat. Sinéad O’Connor                          |
| 2002 | Paddy’s Lament Sean-Nós Nua                                                                                       | — | — | — | — | — | — | Erstveröffentlichung: September 2002                                                |
| 2003 | Love Hurts She Who Dwells in the Secret Place of the Most High Shall Abide Under the Shadow of the Almighty       | — | — | — | — | — | — | Erstveröffentlichung: 2003                                                          |
| 2004 | The Healing Room Faith and Courage                                                                                | — | — | — | — | — | — | Erstveröffentlichung: 1. November 2004                                              |
| 2005 | Throw Down Your Arms                                                                                              | — | — | — | — | — | — | Erstveröffentlichung: 2005                                                          |
| 2005 | Untold Stories Throw Down Your Arms                                                                               | — | — | — | — | — | — | Erstveröffentlichung: 2005                                                          |
| 2005 | Vampire Throw Down Your Arms                                                                                      | — | — | — | — | — | — | Erstveröffentlichung: 2005                                                          |
| 2007 | Rivers of Babylon* / Something Beautiful Theology                                                                 | — | — | — | — | — | — | Erstveröffentlichung: 27. Juli 2007 * Original: Boney M.                            |
| 2008 | We People (Who Are Darker Than Blue) Theology                                                                     | — | — | — | — | — | — | Erstveröffentlichung: 10. Februar 2008                                              |
| 2009 | Only You / Night Nurse* Victoria, die junge Königin (O.S.T.) / I Do Not Want What I Haven’t Got (Limited Edition) | — | — | — | — | — | — | Erstveröffentlichung: 2009 * Original: Gregory Isaacs                               |
| 2010 | It’s Only Life Elaine Paige and Friends                                                                           | — | — | — | — | — | — | Erstveröffentlichung: 8. November 2010 Elaine Paige feat. Sinéad O’Connor           |

## Sonderveröffentlichungen

### Alben
| Jahr | Titel Musiklabel                                                          | Anmerkungen                                                         |
| ---- | ------------------------------------------------------------------------- | ------------------------------------------------------------------- |
| 2001 | The Lion and the Cobra / I Do Not Want What I Haven’t Got EMI Group (EMI) | Erstveröffentlichung: 2001 Teil der „2-CD-Originaux“-Reihe          |
| 2005 | Essential Chrysalis Records (EMI)                                         | Erstveröffentlichung: 29. September 2005 Teil der „Essential“-Reihe |
| 2012 | Alle 30 goed EMI Group (EMI)                                              | Erstveröffentlichung: 30. März 2012 Teil der „Alle-30-goed“-Reihe   |
| 2012 | All the Best EMI Group (EMI)                                              | Erstveröffentlichung: 20. April 2012 Teil der „All-the-Best“-Reihe  |

### Lieder
| Jahr | Titel Album                                                                      | Anmerkungen |
| ---- | -------------------------------------------------------------------------------- | --- |
| 1989 | Middle of the Island Voyage                                                      | Erstveröffentlichung: 1989 Christy Moore feat. Sinéad O’Connor                                                                               |
| 1989 | The Mad Lady & Me Voyage                                                         | Erstveröffentlichung: 1989 Christy Moore feat. Sinéad O’Connor                                                                               |
| 1989 | Kingdom of Rain Mind Bomb                                                        | Erstveröffentlichung: 11. Juli 1989 The The feat. Sinéad O’Connor                                                                            |
| 1991 | Sweet Divinity Rising Above Bedlam                                               | Erstveröffentlichung: 30. September 1991 Jah Wobble feat. Sinéad O’Connor                                                                    |
| 1991 | Visions of You Rising Above Bedlam                                               | Erstveröffentlichung: 30. September 1991 Jah Wobble feat. Sinéad O’Connor                                                                    |
| 1992 | Josey Walsh The Ungodly Kingdom                                                  | Erstveröffentlichung: 4. September 1992 Jah Wobble feat. Sinéad O’Connor                                                                     |
| 1992 | Blood of Eden Us                                                                 | Erstveröffentlichung: 27. September 1992 Peter Gabriel feat. Sinéad O’Connor                                                                 |
| 1993 | Don’t Give Up Across the Borderline                                              | Erstveröffentlichung: 19. März 1993 Willie Nelson feat. Sinéad O’Connor; Original: Peter Gabriel feat. Kate Bush                             |
| 1994 | Biko (Remix) Wakafrika                                                           | Erstveröffentlichung: 14. Juni 1994 Manu Dibango feat. Alex Brown, Peter Gabriel, Ladysmith Black Mambazo, Sinéad O’Connor & Geoffrey Oryema |
| 1994 | Emma Wakafrika                                                                   | Erstveröffentlichung: 14. Juni 1994 Manu Dibango feat. Sinéad O’Connor                                                                       |
| 1994 | Homeless Wakafrika                                                               | Erstveröffentlichung: 14. Juni 1994 Manu Dibango feat. Sinéad O’Connor                                                                       |
| 1994 | Lady Wakafrika                                                                   | Erstveröffentlichung: 14. Juni 1994 Manu Dibango feat. Sinéad O’Connor                                                                       |
| 1995 | He Moved Through the Fair The Long Black Veil                                    | Erstveröffentlichung: 1995 The Chieftains feat. Sinéad O’Connor                                                                              |
| 1995 | The Foggy Dew The Long Black Veil                                                | Erstveröffentlichung: 1995 The Chieftains feat. Sinéad O’Connor                                                                              |
| 1995 | Empire Clear                                                                     | Erstveröffentlichung: 4. April 1995 Bomb the Bass feat. Sinéad O’Connor & Benjamin Zephaniah                                                 |
| 1995 | Haunted The Snake                                                                | Erstveröffentlichung: Mai 1995 Shane MacGowan feat. Sinéad O’Connor                                                                          |
| 1996 | Mraya                                                                            | Erstveröffentlichung: 11. Juni 1996 Abdel Ali Slimani feat. Sinéad O’Connor                                                                  |
| 1996 | On Raglan Road Common Ground – Voices of Modern Irish Music                      | Erstveröffentlichung: 11. Juni 1996 Dónal Lunny feat. Sinéad O’Connor; Original: Traditional                                                 |
| 1996 | Breakthrough Broken China                                                        | Erstveröffentlichung: 7. Oktober 1996 Richard Wright feat. Sinéad O’Connor                                                                   |
| 1996 | Reaching for the Rail Broken China                                               | Erstveröffentlichung: 7. Oktober 1996 Richard Wright feat. Sinéad O’Connor                                                                   |
| 1998 | Blue Ghostland                                                                   | Erstveröffentlichung: 18. Juni 1998 Ghostland feat. Sinéad O’Connor                                                                          |
| 1998 | Your Time Will Come Ghostland                                                    | Erstveröffentlichung: 18. Juni 1998 Ghostland feat. Sinéad O’Connor                                                                          |
| 1998 | Danny Boy/The Derry Air The Sea of Dreams                                        | Erstveröffentlichung: 1. Dezember 1998 Davy Spillane feat. Sinéad O’Connor; Original: Traditional                                            |
| 1998 | The Dreaming of the Bones The Sea of Dreams                                      | Erstveröffentlichung: 1. Dezember 1998 Davy Spillane feat. Sinéad O’Connor                                                                   |
| 1999 | Factory Girl Tears of Stone                                                      | Erstveröffentlichung: 23. Februar 1999 The Chieftains feat. Sinéad O’Connor                                                                  |
| 1999 | Vervaceous Millionaires                                                          | Erstveröffentlichung: 11. Oktober 1999 James feat. Sinéad O’Connor                                                                           |
| 2000 | Roísín Dubh I Could Read the Sky                                                 | Erstveröffentlichung: 4. Juni 2000 Iarla Ó Lionáird feat. Sinéad O’Connor                                                                    |
| 2000 | Singing Bird I Could Read the Sky                                                | Erstveröffentlichung: 4. Juni 2000 Iarla Ó Lionáird feat. Sinéad O’Connor; Original: Traditional                                             |
| 2001 | She’s So Beautiful Waiting for This Madness to End…                              | Erstveröffentlichung: 2001 Aslan feat. Sinéad O’Connor                                                                                       |
| 2001 | Up in Arms Waiting for This Madness to End…                                      | Erstveröffentlichung: 2001 Aslan feat. Sinéad O’Connor                                                                                       |
| 2001 | Love Is a Place I Dream Of Between the Mountain and the Moon                     | Erstveröffentlichung: 3. Februar 2001 Luka Bloom feat. Sinéad O’Connor                                                                       |
| 2001 | Moonslide Between the Mountain and the Moon                                      | Erstveröffentlichung: 3. Februar 2001 Luka Bloom feat. Sinéad O’Connor                                                                       |
| 2001 | Soshin Between the Mountain and the Moon                                         | Erstveröffentlichung: 3. Februar 2001 Luka Bloom feat. Sinéad O’Connor                                                                       |
| 2001 | Angels Eyes Interview with the Angel                                             | Erstveröffentlichung: 16. Juli 2001 Ghostland feat. Sinéad O’Connor                                                                          |
| 2001 | The Shores of the Swilly Lake of Shadows                                         | Erstveröffentlichung: 25. September 2001 Phil Coulter feat. Sinéad O’Connor                                                                  |
| 2002 | Harbour 18                                                                       | Erstveröffentlichung: 10. Mai 2002 Moby feat. Sinéad O’Connor                                                                                |
| 2003 | 1000 Mirrors Enemy of the Enemy                                                  | Erstveröffentlichung: 3. Februar 2003 Asian Dub Foundation feat. Sinéad O’Connor                                                             |
| 2003 | A Prayer for England 100th Window                                                | Erstveröffentlichung: 10. Februar 2003 Massive Attack feat. Sinéad O’Connor                                                                  |
| 2003 | Special Cases 100th Window                                                       | Erstveröffentlichung: 10. Februar 2003 Massive Attack feat. Sinéad O’Connor                                                                  |
| 2003 | What Your Soul Sings 100th Window                                                | Erstveröffentlichung: 10. Februar 2003 Massive Attack feat. Sinéad O’Connor                                                                  |
| 2003 | I Dreamt I Dwelt in Marble Halls On Song                                         | Erstveröffentlichung: 7. April 2003 Brian Kennedy feat. Sinéad O’Connor                                                                      |
| 2003 | Celtic Tiger Seize the Day                                                       | Erstveröffentlichung: 16. Mai 2003 Damien Dempsey feat. Sinéad O’Connor                                                                      |
| 2003 | It’s All Good Seize the Day                                                      | Erstveröffentlichung: 16. Mai 2003 Damien Dempsey feat. Sinéad O’Connor                                                                      |
| 2003 | Negative Vibes Seize the Day                                                     | Erstveröffentlichung: 16. Mai 2003 Damien Dempsey feat. Sinéad O’Connor                                                                      |
| 2003 | Simple Heart Something Dangerous                                                 | Erstveröffentlichung: 19. Mai 2003 Natacha Atlas feat. Sinéad O’Connor                                                                       |
| 2003 | Anarchie Gordon Libertango                                                       | Erstveröffentlichung: 14. September 2003 Sharon Shannon feat. Sinéad O’Connor                                                                |
| 2003 | The Seven Rejoices of Mary Libertango                                            | Erstveröffentlichung: 14. September 2003 Sharon Shannon feat. Sinéad O’Connor; Original: Traditional                                         |
| 2004 | Regina caeli Biscantorat (Sound of the Spirit from Glenstal Abbey)               | Erstveröffentlichung: 29. November 2004 Nóirín Ní Riain feat. Sinéad O’Connor; Original: Traditional                                         |
| 2004 | O come, O come, Emmanuel Biscantorat (Sound of the Spirit from Glenstal Abbey)   | Erstveröffentlichung: 29. November 2004 Nóirín Ní Riain feat. Sinéad O’Connor; Original: Traditional                                         |
| 2004 | The Darkest Midnight Biscantorat (Sound of the Spirit from Glenstal Abbey)       | Erstveröffentlichung: 29. November 2004 Nóirín Ní Riain feat. Sinéad O’Connor                                                                |
| 2004 | The Seven Rejoices of Mary Biscantorat (Sound of the Spirit from Glenstal Abbey) | Erstveröffentlichung: 29. November 2004 Nóirín Ní Riain feat. Sinéad O’Connor; Original: Traditional                                         |
| 2006 | Anachie Gordon The Sharon Shannon Collection 1990–2005                           | Erstveröffentlichung: 31. Januar 2006 Sharon Shannon feat. Sinéad O’Connor                                                                   |
| 2007 | Illegal Attacks The World Is Yours                                               | Erstveröffentlichung: 24. September 2007 Ian Brown feat. Sinéad O’Connor                                                                     |
| 2008 | The Telephone Johnny Pyro and the Dance of Evil                                  | Erstveröffentlichung: 2. Mai 2008 Republic of Loose feat. Sinéad O’Connor                                                                    |
| 2008 | Everything Comes from You Big Blue Ball                                          | Erstveröffentlichung: 28. Juli 2008 Big Blue Ball feat. Richard Evans, Joji Hirota, Sevara Nazarxon, Sinéad O’Connor & Guo Yue               |
| 2010 | Seabirds 2010 Recordings                                                         | Erstveröffentlichung: 2010 Monahans feat. Sinéad O’Connor                                                                                    |
| 2010 | It’s Only Life Elaine Paige and Friends                                          | Erstveröffentlichung: 29. Oktober 2010 Elaine Paige feat. Sinéad O’Connor                                                                    |
| 2011 | I’m Not Your Baby Duals                                                          | Erstveröffentlichung: April 2011 U2 feat. Sinéad O’Connor                                                                                    |
| 2011 | Jackie, Is It My Birthday? Married to the Eiffel Tower                           | Erstveröffentlichung: 2. Mai 2011 The Wolfmen feat. Sinéad O’Connor                                                                          |
| 2011 | Tinseltown in the Rain Lifelines                                                 | Erstveröffentlichung: 29. Mai 2011 Andrea Corr feat. Sinéad O’Connor                                                                         |
| 2011 | Fallout Prayer Cycle 2: Path to Zero                                             | Erstveröffentlichung: 7. Juni 2011 Jonathan Elias feat. Sinéad O’Connor                                                                      |
| 2012 | Almighty Love                                                                    | Erstveröffentlichung: 5. Oktober 2012 Damien Dempsey feat. Sinéad O’Connor                                                                   |
| 2012 | Bustin’ Outta Here Almighty Love                                                 | Erstveröffentlichung: 5. Oktober 2012 Damien Dempsey feat. Sinéad O’Connor                                                                   |
| 2012 | Chris and Stevie Almighty Love                                                   | Erstveröffentlichung: 5. Oktober 2012 Damien Dempsey feat. Sinéad O’Connor                                                                   |
| 2012 | Fire in the Glen Almighty Love                                                   | Erstveröffentlichung: 5. Oktober 2012 Damien Dempsey feat. Sinéad O’Connor                                                                   |
| 2012 | Don’t Take All Night Pour une âme souveraine: A Dedication to Nina Simone        | Erstveröffentlichung: 9. Oktober 2012 Meshell Ndegeocello feat. Sinéad O’Connor                                                              |
| 2013 | Black Is the Colour The Irish Connection                                         | Erstveröffentlichung: 4. März 2013 Brian McFadden feat. Sinéad O’Connor; Original: Traditional                                               |
| 2013 | GMF Pale Green Ghosts                                                            | Erstveröffentlichung: 8. März 2013 John Grant feat. Sinéad O’Connor                                                                          |
| 2013 | It Doesn’t Matter to Him Pale Green Ghosts                                       | Erstveröffentlichung: 8. März 2013 John Grant feat. Sinéad O’Connor                                                                          |
| 2013 | Why Don’t You Love Me Anymore Pale Green Ghosts                                  | Erstveröffentlichung: 8. März 2013 John Grant feat. Sinéad O’Connor                                                                          |
| 2013 | Who Knows Where the Time Goes? My Dearest Dear                                   | Erstveröffentlichung: 25. März 2013 Lumiere feat. Sinéad O’Connor; Original: Sandy Denny                                                     |
| 2013 | Cinderella My Songs, My Friends                                                  | Erstveröffentlichung: 17. Oktober 2013 Don Baker feat. Campbell Connolly & Sinéad O’Connor                                                   |
| 2013 | Glacier Gets Schooled                                                            | Erstveröffentlichung: 23. Dezember 2013 John Grant feat. Sinéad O’Connor                                                                     |
| 2014 | I Would Die 4 U Purple Reggae                                                    | Erstveröffentlichung: 28. September 2014 Radio Riddler feat. Sinéad O’Connor; Original: Prince                                               |
| 2018 | One More Yard                                                                    | Erstveröffentlichung: 2. November 2018 Evamore feat. Sinéad O’Connor                                                                         |
| 2020 | Death of Samantha This Is What I Dub, Vol. 1                                     | Erstveröffentlichung: 6. April 2020 Boy George feat. Sinéad O’Connor; Original: Yoko Ono                                                     |

| Jahr | Titel Album | Anmerkungen                                                                                                   |
| ---- | --- | --- |
| 1988 | Some Day My Prince Will Come Stay Awake: Various Interpretations of Music From Vintage Disney Films                 | Erstveröffentlichung: 4. Oktober 1988 Original: Adriana Caselotti                                             |
| 1990 | Mother (Live in Berlin) The Wall: Live in Berlin                                                                    | Erstveröffentlichung: 21. August 1990 Original: Pink Floyd                                                    |
| 1990 | You Do Something to Me Red Hot + Blue                                                                               | Erstveröffentlichung: 25. September 1990 Original: Cole Porter                                                |
| 1991 | Sacrifice Two Rooms – Celebrating the Songs of Elton John & Bernie Taupin                                           | Erstveröffentlichung: 14. Oktober 1991 Original: Elton John                                                   |
| 1992 | I Believe in You A Very Special Christmas 2                                                                         | Erstveröffentlichung: 20. Oktober 1992 Original: Bob Dylan                                                    |
| 1993 | Be Still Peace Together                                                                                             | Erstveröffentlichung: 20. Juli 1993 als Teil von Peace Together                                               |
| 1993 | Religious Persuasion Peace Together                                                                                 | Erstveröffentlichung: 20. Juli 1993 mit Billy Bragg & Andy White                                              |
| 1994 | You Make Me Feel So Free No prima donna – The Songs of Van Morrison                                                 | Erstveröffentlichung: 1. August 1994 Original: Van Morrison                                                   |
| 1994 | The Glory of Gershwin Produced by George Martin: 50 Years in Recording                                              | Erstveröffentlichung: 29. August 1994 Original: Ruby Elzy                                                     |
| 1995 | Ode to Billie Joe The Help Album                                                                                    | Erstveröffentlichung: 9. September 1995 Original: Bobbie Gentry                                               |
| 1995 | Mna na h Éireann (Women of Ireland) Ain’t Nuthin’ but a She Thing                                                   | Erstveröffentlichung: 24. Oktober 1995 Original: Traditional                                                  |
| 1997 | Thank You for Hearing Me (Live) Gael Force                                                                          | Erstveröffentlichung: 1997                                                                                    |
| 1997 | Have I Told You Lately That I Love You? (Live on Letterman) Live on Letterman: Music From The Late Show             | Erstveröffentlichung: 18. November 1997 mit The Chieftains & Van Morrison                                     |
| 1997 | Make Me a Channel of Your Peace Diana, Princess of Wales: Tribute                                                   | Erstveröffentlichung: 2. Dezember 1997 Original: Traditional                                                  |
| 1998 | Someone to Watch Over Me Red Hot + Rhapsody: The Gershwin Groove                                                    | Erstveröffentlichung: 6. Oktober 1998 Original: Gertrude Lawrence                                             |
| 1999 | I Believe in You (Live at Concert for Linda) Here, There and Everywhere – A Concert for Linda                       | Erstveröffentlichung: 1999 Original: Bob Dylan                                                                |
| 1999 | Chiquitita Across the Bridge of Hope                                                                                | Erstveröffentlichung: 23. Februar 1999 Original: ABBA                                                         |
| 1999 | Fire on Babylon (Live at Lilith Fair) Lilith Fair: A Celebration of Women in Music, Vol. 2                          | Erstveröffentlichung: 18. Mai 1999                                                                            |
| 2001 | Wake Up and Make Love with Me Brand New Boots & Panties                                                             | Erstveröffentlichung: 9. April 2001 Original: Ian Dury                                                        |
| 2001 | My Man’s Gone Now Produced by George Martin: 50 Years in Recording                                                  | Erstveröffentlichung: 2. Juli 2001 mit Larry Adler; Original: Ruby Elzy                                       |
| 2003 | Dagger Through the Heart Just Because I’m a Woman: Songs of Dolly Parton                                            | Erstveröffentlichung: 14. Oktober 2003 Original: Dolly Parton                                                 |
| 2008 | Baby, Let Me Buy You a Drink Wells for Zoë: Water for Life                                                          | Erstveröffentlichung: 13. Januar 2008 mit Liam Ó Maonlaí                                                      |
| 2010 | Song to the Siren Music of Ireland: Welcome Home                                                                    | Erstveröffentlichung: 2. März 2010 Original: Tim Buckley                                                      |
| 2012 | Property of Jesus Chimes of Freedom: Songs of Bob Dylan – Honoring 50 Years of Amnesty International                | Erstveröffentlichung: 30. Januar 2012 Original: Bob Dylan                                                     |
| 2012 | Once in Royal David’s City A Murray Christmas                                                                       | Erstveröffentlichung: 16. November 2012 Original: Traditional                                                 |
| 2012 | When a Child Is Born A Murray Christmas                                                                             | Erstveröffentlichung: 16. November 2012 mit Danny O’Reilly & RTÉ Concert Orchestra; Original: Zacar – Soleado |
| 2014 | I Believe in You (Live at Afternoon Rehearsal) Bob Dylan: The 30th Anniversary Concert Celebration (Deluxe Edition) | Erstveröffentlichung: 4. März 2014 Original: Bob Dylan                                                        |
| 2016 | Trouble Will Soon Be Over God Don’t Never Change: The Songs of Blind Willie Johnson                                 | Erstveröffentlichung: 26. Februar 2016 Original: Blind Willie Johnson                                         |
| 2021 | No Need to Argue Salvation (Inspired by The Cranberries for Pieta)                                                  | Erstveröffentlichung: 5. November 2021 Original: The Cranberries                                              |

| Jahr | Titel Soundtrack                                                   | Anmerkungen                                                                        |
| ---- | ------------------------------------------------------------------ | ---------------------------------------------------------------------------------- |
| 1986 | Heroine Captive                                                    | Erstveröffentlichung: 1986 The Edge feat. Sinéad O’Connor                          |
| 1988 | Jump in the River Die Mafiosi-Braut                                | Erstveröffentlichung: 1988 mit Karen Finley                                        |
| 1994 | You Made Me the Thief of Your Heart Im Namen des Vaters            | Erstveröffentlichung: 11. März 1994                                                |
| 1996 | Haunted Gestohlene Herzen                                          | Erstveröffentlichung: 16. Januar 1996 Shane MacGowan feat. Sinéad O’Connor         |
| 1996 | Civil War Michael Collins                                          | Erstveröffentlichung: 1. Oktober 1996                                              |
| 1996 | Easter Rebellion Michael Collins                                   | Erstveröffentlichung: 1. Oktober 1996                                              |
| 1996 | She Moved Through the Fair Michael Collins                         | Erstveröffentlichung: 1. Oktober 1996 Original: Traditional                        |
| 1998 | Skibbereen Long Journey Home                                       | Erstveröffentlichung: 13. Januar 1998                                              |
| 1998 | The Butcher Boy                                                    | Erstveröffentlichung: 17. März 1998                                                |
| 1998 | Summer’s End Mit Schirm, Charme und Melone                         | Erstveröffentlichung: 7. Juli 1998 Ashtar Command feat. Sinéad O’Connor            |
| 1998 | I Guess the Lord Must Be in New York City e-m@il für Dich          | Erstveröffentlichung: 1. Dezember 1998 Original: Harry Nilsson                     |
| 1999 | Release Stigmata                                                   | Erstveröffentlichung: 24. August 1999 Afro Celt Sound System feat. Sinéad O’Connor |
| 1999 | Lullaby for Cain Der talentierte Mr. Ripley                        | Erstveröffentlichung: 23. November 1999                                            |
| 2000 | When You Love Rugrats in Paris – Der Film                          | Erstveröffentlichung: 6. November 2000                                             |
| 2003 | One More Day Die Journalistin                                      | Erstveröffentlichung: 7. Juli 2003                                                 |
| 2003 | Tears from the Moon Lara Croft: Tomb Raider – Die Wiege des Lebens | Erstveröffentlichung: 21. Juli 2003 Conjure One feat. Sinéad O’Connor              |
| 2006 | Tears from the Moon Charmed – Zauberhafte Hexen                    | Erstveröffentlichung: 9. Mai 2006 Conjure One feat. Sinéad O’Connor                |
| 2007 | A New Born Child Der erste Schrei                                  | Erstveröffentlichung: 23. Oktober 2007                                             |
| 2007 | Back Where You Belong Mein Freund, der Wasserdrache                | Erstveröffentlichung: 4. Dezember 2007                                             |
| 2008 | Angel Bones – Die Knochenjägerin                                   | Erstveröffentlichung: 2. September 2008                                            |
| 2009 | Only You Victoria, die junge Königin                               | Erstveröffentlichung: 2. März 2009                                                 |
| 2011 | Lay Your Head Down Albert Nobbs                                    | Erstveröffentlichung: 13. Dezember 2011 Brian Byrne feat. Sinéad O’Connor          |
| 2020 | I’ll Be Singing Der Duft von wildem Thymian                        | Erstveröffentlichung: 11. Dezember 2020                                            |

### Videoalben
| Jahr | Titel Musiklabel                                | Anmerkungen                                                           |
| ---- | ----------------------------------------------- | --------------------------------------------------------------------- |
| 2007 | Live at The Sugar Club Ministry of Sound (Edel) | Erstveröffentlichung: 4. Juni 2007 Teil von Theology (Deluxe Edition) |

## Statistik

### Chartauswertung
Die folgenden Statistiken bieten eine Übersicht der Charterfolge von Sinéad O’Connor in den Album- und Singlecharts. Es ist zu beachten, dass bei den Singles nur Interpretationen und keine Autorenbeteiligungen berücksichtigt wurden.
|                     | DE     | AT     | CH    | UK    | US     | IE     |
| ------------------- | ------ | ------ | ----- | ----- | ------ | ------ |
| Nummer-eins-Alben   | DE1DE  | AT1AT  | CH1CH | UK1UK | US1US  | IE1IE  |
| Top-10-Alben        | DE1DE  | AT3AT  | CH1CH | UK2UK | US1US  | IE5IE  |
| Alben in den Charts | DE11DE | AT10AT | CH9CH | UK9UK | US10US | IE11IE |

|                       | DE    | AT    | CH    | UK     | US    | IE     |
| --------------------- | ----- | ----- | ----- | ------ | ----- | ------ |
| Nummer-eins-Singles   | DE1DE | AT1AT | CH1CH | UK2UK  | US1US | IE3IE  |
| Top-10-Singles        | DE2DE | AT2AT | CH2CH | UK2UK  | US1US | IE8IE  |
| Singles in den Charts | DE3DE | AT3AT | CH6CH | UK23UK | US3US | IE21IE |

### Auszeichnungen für Musikverkäufe
| Goldene Schallplatte - Australien - 2000: für das Album Faith and Courage - Italien - 2018: für die Single Do They Know It’s Christmas? - 2021: für die Single Nothing Compares 2 U - Kanada - 1992: für das Videoalbum The Value of Ignorance - 1994: für das Album Universal Mother - Neuseeland - 1988: für das Album The Lion and the Cobra - Niederlande - 1992: für das Album Am I Not Your Girl? - 2000: für das Album So Far…The Best of Sinéad O’Connor - Schweden - 1990: für die Single Nothing Compares 2 U - 1990: für das Album I Do Not Want What I Haven’t Got - Spanien - 1992: für das Album Am I Not Your Girl? | Platin-Schallplatte - Australien - 1990: für das Album I Do Not Want What I Haven’t Got - Dänemark - 2025: für die Single Nothing Compares 2 U - Frankreich - 1991: für das Album I Do Not Want What I Haven’t Got - Kanada - 1989: für das Album The Lion and the Cobra - Neuseeland - 1990: für die Single Nothing Compares 2 U - Niederlande - 1990: für das Album The Lion and the Cobra - 1991: für das Album I Do Not Want What I Haven’t Got - Spanien - 1990: für das Album I Do Not Want What I Haven’t Got - 2024: für die Single Nothing Compares 2 U | 2× Platin-Schallplatte - Australien - 1990: für die Single Nothing Compares 2 U 3× Platin-Schallplatte - Neuseeland - 1990: für das Album I Do Not Want What I Haven’t Got 5× Platin-Schallplatte - Kanada - 1990: für das Album I Do Not Want What I Haven’t Got |

Anmerkung: Auszeichnungen in Ländern aus den Charttabellen bzw. Chartboxen sind in ebendiesen zu finden.
| Land/RegionAuszeichnungen für Musikverkäufe (Land/Region, Auszeichnungen, Verkäufe, Quellen) | Silber  | Gold       | Platin       | Verkäufe  | Quellen                                                |
| -------------------------------------------------------------------------------------------- | ------- | ---------- | ------------ | --------- | ------------------------------------------------------ |
| Australien (ARIA)                                                                            | —       | Gold1      | 3× Platin3   | 245.000   | aria.com.au                                            |
| Dänemark (IFPI)                                                                              | —       | —          | Platin1      | 90.000    | ifpi.dk                                                |
| Deutschland (BVMI)                                                                           | —       | 2× Gold2   | Platin1      | 950.000   | musikindustrie.de                                      |
| Frankreich (SNEP)                                                                            | —       | —          | Platin1      | 300.000   | infodisc.fr                                            |
| Irland (IRMA)                                                                                | —       | 2× Gold2   | —            | 17.500    | irishcharts.ie                                         |
| Italien (FIMI)                                                                               | —       | 2× Gold2   | —            | 60.000    | fimi.it                                                |
| Kanada (MC)                                                                                  | —       | 2× Gold2   | 6× Platin6   | 655.000   | musiccanada.com                                        |
| Neuseeland (RMNZ)                                                                            | —       | Gold1      | 4× Platin4   | 80.000    | aotearoamusiccharts.co.nz                              |
| Niederlande (NVPI)                                                                           | —       | 2× Gold2   | 2× Platin2   | 290.000   | nvpi.nl                                                |
| Österreich (IFPI)                                                                            | —       | 2× Gold2   | Platin1      | 100.000   | ifpi.at                                                |
| Schweden (IFPI)                                                                              | —       | 2× Gold2   | —            | 75.000    | ifpi.se (Memento vom 21. Mai 2012 im Internet Archive) |
| Schweiz (IFPI)                                                                               | —       | 2× Gold2   | —            | 50.000    | hitparade.ch                                           |
| Spanien (Promusicae)                                                                         | —       | Gold1      | 2× Platin2   | 210.000   | elportaldemusica.es ES2                                |
| Vereinigte Staaten (RIAA)                                                                    | —       | Gold1      | 3× Platin3   | 3.500.000 | riaa.com                                               |
| Vereinigtes Königreich (BPI)                                                                 | Silber1 | 3× Gold3   | 4× Platin4   | 2.086.000 | bpi.co.uk                                              |
| Insgesamt                                                                                    | Silber1 | 23× Gold23 | 28× Platin28 |           |                                                        |